# La Foye-Monjault
La Foye-Monjault è un comune francese di 772 abitanti situato nel dipartimento delle Deux-Sèvres nella regione della Nuova Aquitania.

## Società

### Evoluzione demografica
Abitanti censiti